# ۱۵۰۰ تصویر
+۱۵۰۰ تصویر یک حساب کاربری در شبکه‌های اجتماعی توییتر، اینستاگرام و تلگرام است. عدد +۱۵۰۰ اشاره به تعداد کشته‌شدگان آبان ۱۳۹۸ است. این حساب کاربری ابتدا برای پیگیری و بازنشر تصاویر کشته‌شدگان آبان ۱۳۹۸ شروع به فعالیت کرد اما پس از آن در نقش یک رسانه اخبار اعتراضات ایران به خصوص خیزش ۱۴۰۱ ایران را منتشر می‌کند. بسیاری از تصاویر و اخبار این حساب کاربری مورد استفاده رسانه‌های بین‌المللی فارسی‌زبان و غیر فارسی‌زبان مانند بی‌بی‌سی، سی‌ان‌ان، گاردین، دویچه وله، رادیو فردا و صدای آمریکا قرار گرفته است.

## فعالیت‌های مهم

### من_بیگناهم
صفحه +۱۵۰۰ تصویر تقریباً یک سال پس از اعدام نوید افکاری شروع به انتشار مجموعه‌ای در شبکه‌های اجتماعی به نام «من بیگناهم» کرد که مربوط به پروندهٔ نوید افکاری، وحید افکاری و حبیب افکاری بود. این مجموعه به جزئیات و تناقضات پرونده برادران افکاری می‌پرداخت که باعث روشن شدن جزئیات جدیدی از این پرونده شد که نشان می‌داد هیچ سند و مدرکی مبنی بر دست داشتن برادران افکاری در پرونده موسوم به قتل وجود نداشته بلکه فقط اعترافات اجباری برادران افکاری زیر شکنجه تنها دست آویز جمهوری اسلامی برای اعدام نوید افکاری بوده است.
همزمان با قسمت پایانی این مجموعه کاربران در توییتر با هشتگ من بیگناهم طوفان توییتری به راه انداختند

### همکاری باسی‌ان‌ان
صفحه +۱۵۰۰ تصویر چند روز بعد از به قتل رسیدن نیکا شاکرمی به دست نیروهای سرکوبگر جمهوری اسلامی در جریان خیزش سراسری ۱۴۰۱ با انتشار مطلبی در شبکه‌های اجتماعی از مردم خواست که اگر تصویری مربوط به بلوار کشاورز ساعت ۲۰ به بعد (مکان و زمان کشته‌شدن نیکا شاکرمی) دارند برای آن‌ها ارسال کنند. در بین تصاویر ارسال شده آخرین تصاویر نیکا شاکرمی در زمان حضور در اعتراضات علیه جمهوری اسلامی در گزارشی که سی‌ان‌ان آن را منتشر کرد دیده شد. این گزارش بازتاب جهانی داشت و باعث شد تا بار دیگر جعلی بودن اطلاعات منتشر شده توسط جمهوری اسلامی ثابت شود.